# Třtice
Třtice (voorheen: Trstice - Duits: Rohrbusch) is een Tsjechische gemeente in de regio Midden-Bohemen en maakt deel uit van het district Rakovník. Het dorp ligt op 13 km afstand van de stad Rakovník en 4,5 km afstand van Nové Strašecí.
Třtice telt 489 inwoners.

## Etymologie
Volgens taalwetenschapper Antonín Profous is de naam van het dorp afgeleid van het woord tresht, een plantnaam. De naam zou verwijzen naar riet (vergelijk ook de Slowaakse naam voor riet tršt obyčajná), dat nog steeds veelvuldig in de omgeving van de plaats groeit. De naam is eigenlijk een verkleinwoord, dat wil zeggen een aanduiding van een plaats waar klein riet groeide.

## Geschiedenis
Op basis van verkoolde tarwe en andere archeologische vondsten, is geconcludeerd dat Třtice al in het neolithicum (zesduizend jaar geleden) werd bewoond. De eerste schriftelijke vermelding dateert echter uit 1352 (Trssyticz). In het verleden liep er een handelsroute door het moerassige gebied rondom Třtice.
Het dorp werd van oudsher bestuurd door de koning van het kasteel van Křivoklát. Later werd het dorp overgedragen aan andere eigenaren, onder meer Jan Zlýkněz van Lipno (1458) en Mikuláš Kába van Rybňany (1506). In de 16e eeuw behoorde een deel van Třtice toe aan Mšec en een ander deel tot Křivoklát. De laatste privé-eigenaar was Václav Kasalický, die op 8 oktober 1941 werd gearresteerd en gemarteld in het concentratiekamp van Auschwitz. In 1776 werd een dorpsschool geopend.
In 1928 kreeg Třtice een telefoonaansluiting en een jaar later elektrische straatverlichting.
Sinds 2003 is Třtice een zelfstandige gemeente binnen het Rakovníkdistrict.

## Voorzieningen
Er zijn twee cafés en twee winkels in het dorp. Ook is er een recreatievijver genaad Bucek.

## Bezienswaardigheden

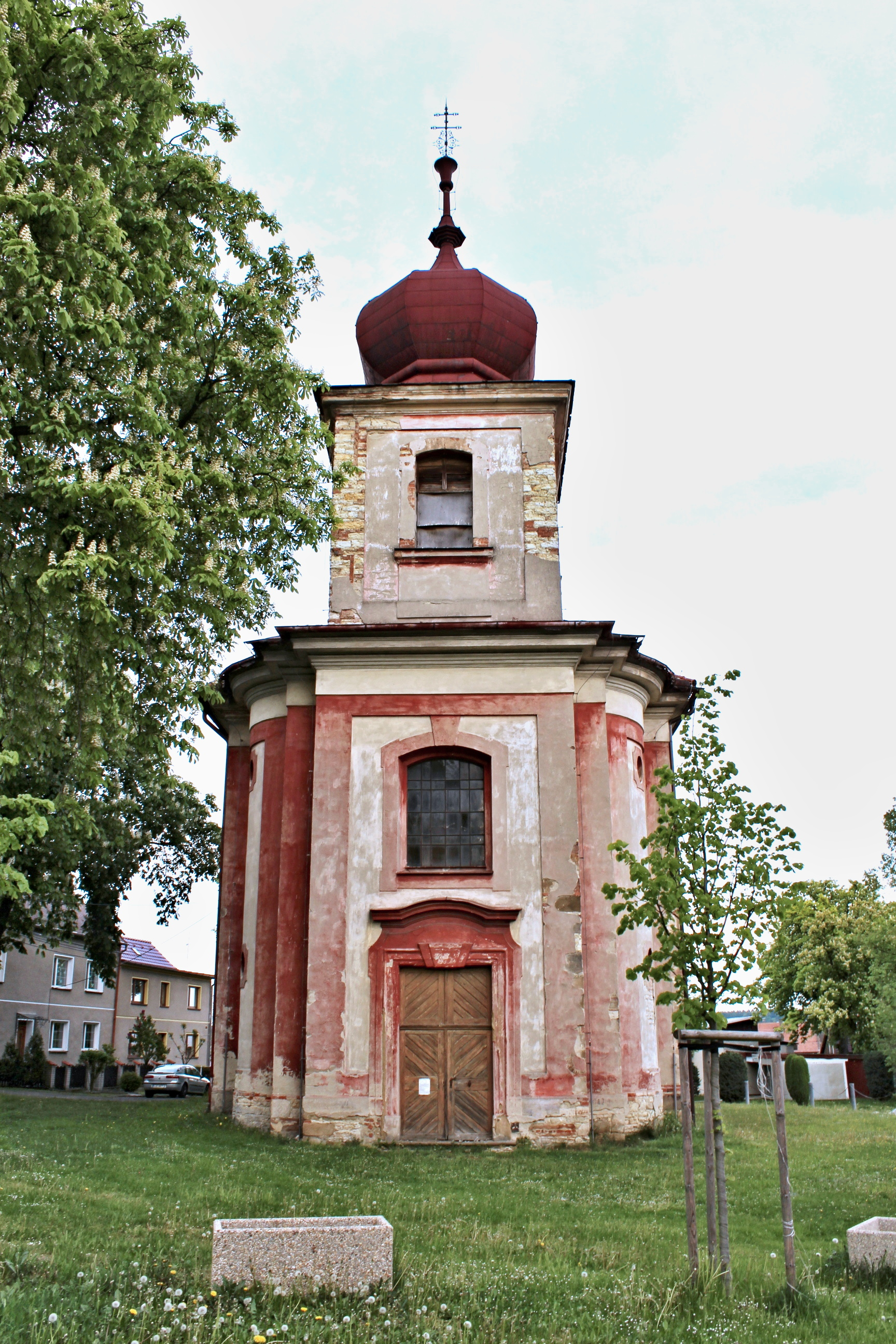
Sint-Nicolaaskerk (2016)

### Sint-Nicolaaskerk
De Sint-Nicolaaskerk was oorspronkelijk een gotisch gebouw, waarschijnlijk gewijd aan Sint Wenceslaus. Mogelijk bewijs hiervoor is te vinden in een inscriptie op een steen in de kerkmuur aan de oostzijde achter het koor. In de tweede helft van de 18e eeuw werd de kerk opnieuw ontworpen, ditmaal in barokstijl. Het nieuwe ontwerp werd gemaakt door architect František Ignác Prée. In 1840 werd de kerk nogmaals grondig verbouwd. De klok is afkomstig uit de werkplaats van Matouš Flemmik uit Rakovník en is in 1607 gemaakt. Het hoofdaltaar uit 1881 werd beschilderd door Z.J. Bernard. De schilderijen van de heilige Theresia en heilige Elisabeth op de zijaltaren zijn gemaakt door Emil Johann Lauffer. In 1875 werd voor het zijaltaar een Mariabeeld geplaatst dat afkomstig was uit de Maria Magdalenakerk in Praag. Het voormalige tinnen doopvont is te vinden in het kasteelmuseum in Křivoklát.

### School
In 1776 werd er een school in het dorp gesticht. In 1826 werd een nieuw gebouw geopend, dat tijdens de Tweede Wereldoorlog (september 1940) nogmaals. Met het oog op de Tweede Demografische Overgang werd de school in 1978 gesloten. In 2002 werd het gebouw verbouwd tot gemeentekantoor.

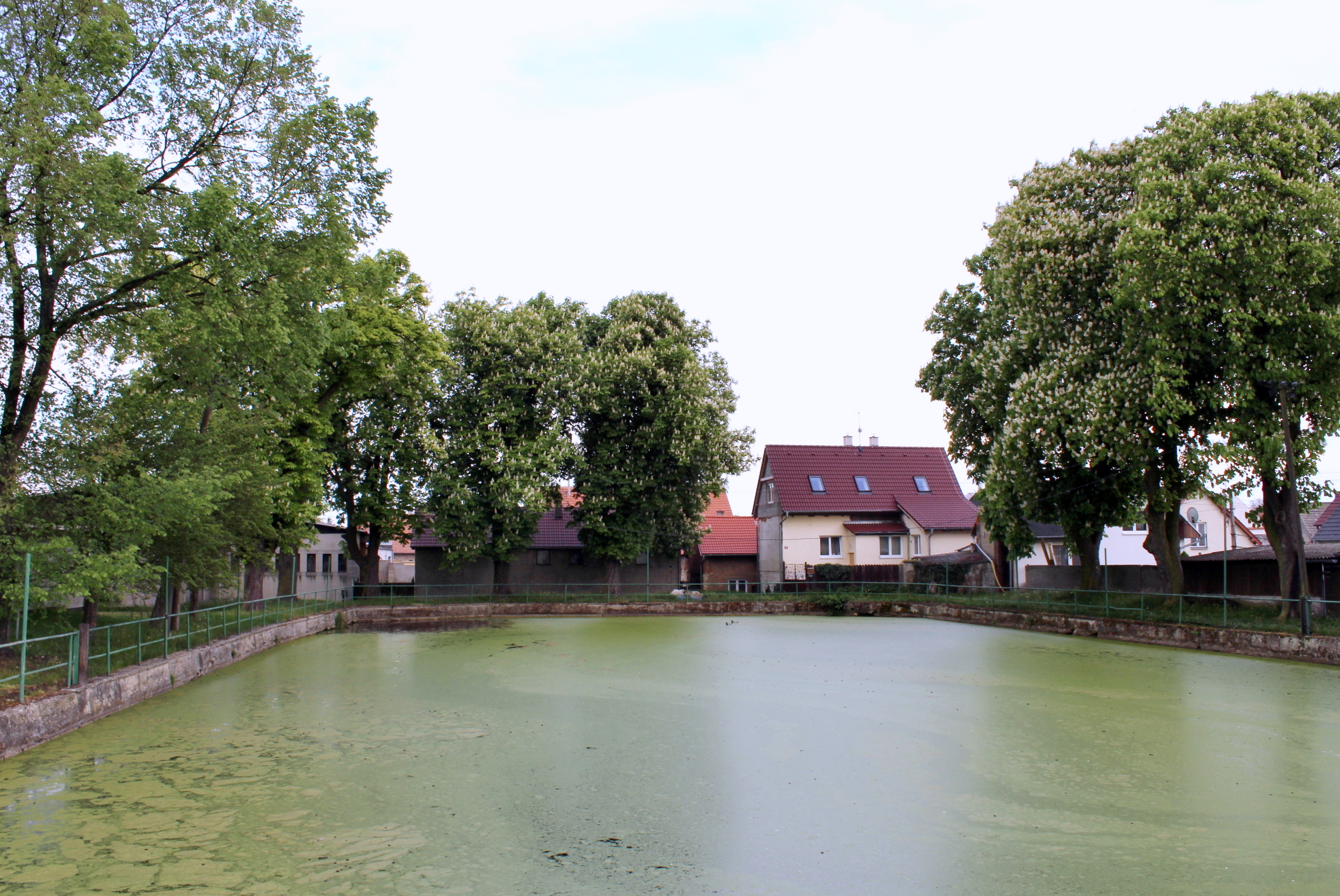
Bucekvijver (2016)

### Bucekvijver
De Bucekvijver, met een oppervlakte van 25,7 ha, is de tweede grootste vijver in de regio. Hij ligt aan de bovenloop van de Loděnicebeek, ongeveer 1,5 km ten zuidwesten van Třtice.

### Natuurreservaat V Bahnách
Natuurreservaat V Bahnách ligt in op grondgebied van Třtice in een ondiep dal. Het reservaat ligt ongeveer 1 km ten zuiden van het dorp, in de uiterwaarden van de Loděnickýbeek nabij de Bucekvijver. Het gebied werd in 1952 tot beschermd gebied verklaard en beslaat een oppervlakte van 8,6 ha. Het hoogste punt ligt op 422 meter boven zeeniveau. In het moerasgebied komt een aantal beschermde planten en dieren voor.

### Beschermde bomen
Twee bomen in het dorp hebben een beschermde status: een zomereik, naar schatting 400 jaar ouden één eikenboom (voorheen drie). De eiken werden waarschijnlijk geplant bij de aanleg van de Bucekvijver.

## Verkeer en vervoer

### Wegen
Er leiden diverse regionale wegen naar het dorp.

### Spoorlijnen
Er is geen spoorlijn of station in (de buurt van) het dorp.

### Buslijnen
Door het dorp buslijnen naar de volgende bestemmingen: Kladno, Lány, Nové Strašecí, Praag, Rakovník, Řevničov, Slaný.

## Galerij

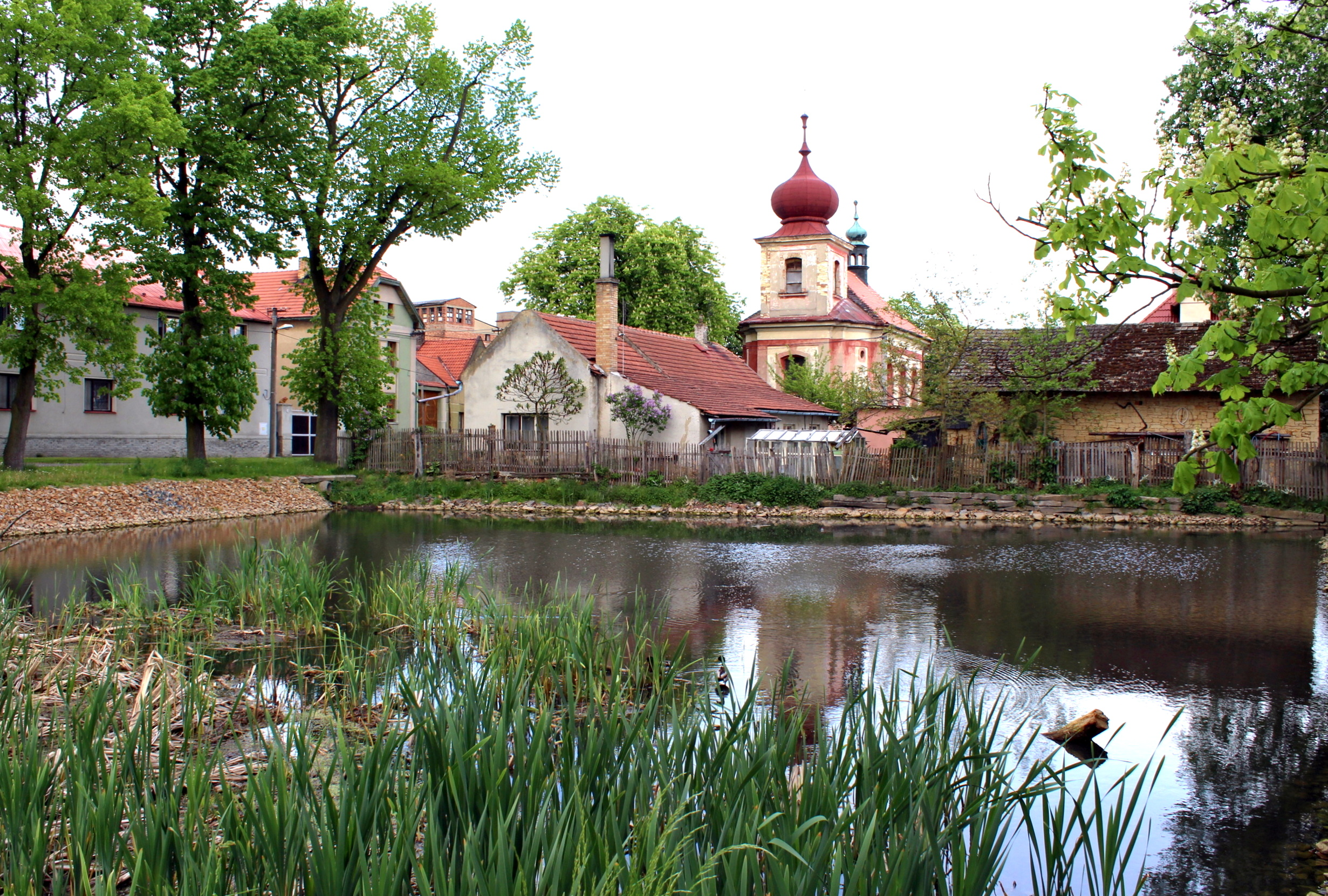
Huizen en Sint-Nikolaaskerk bij de Bucekvijver
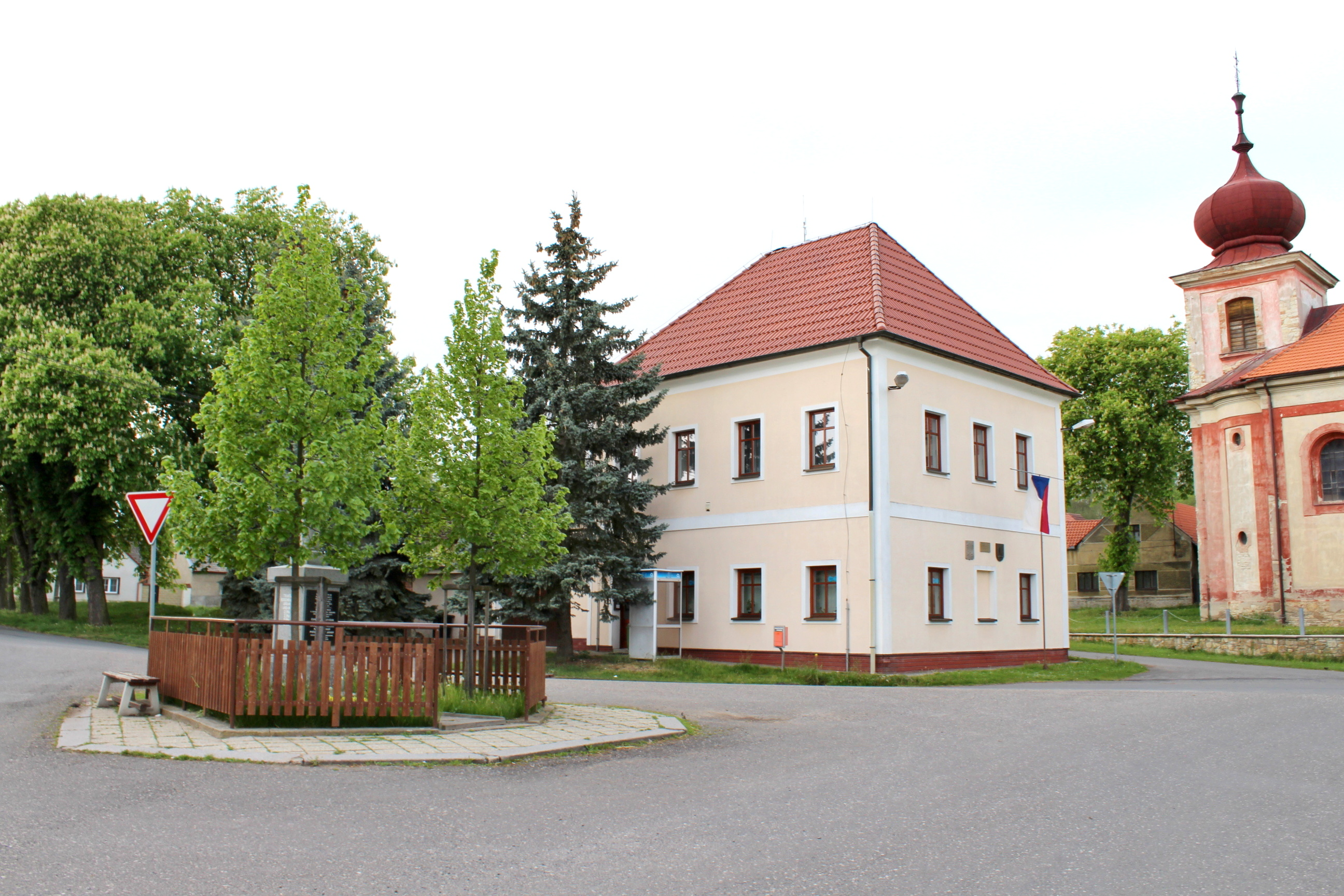
Dorpsplein
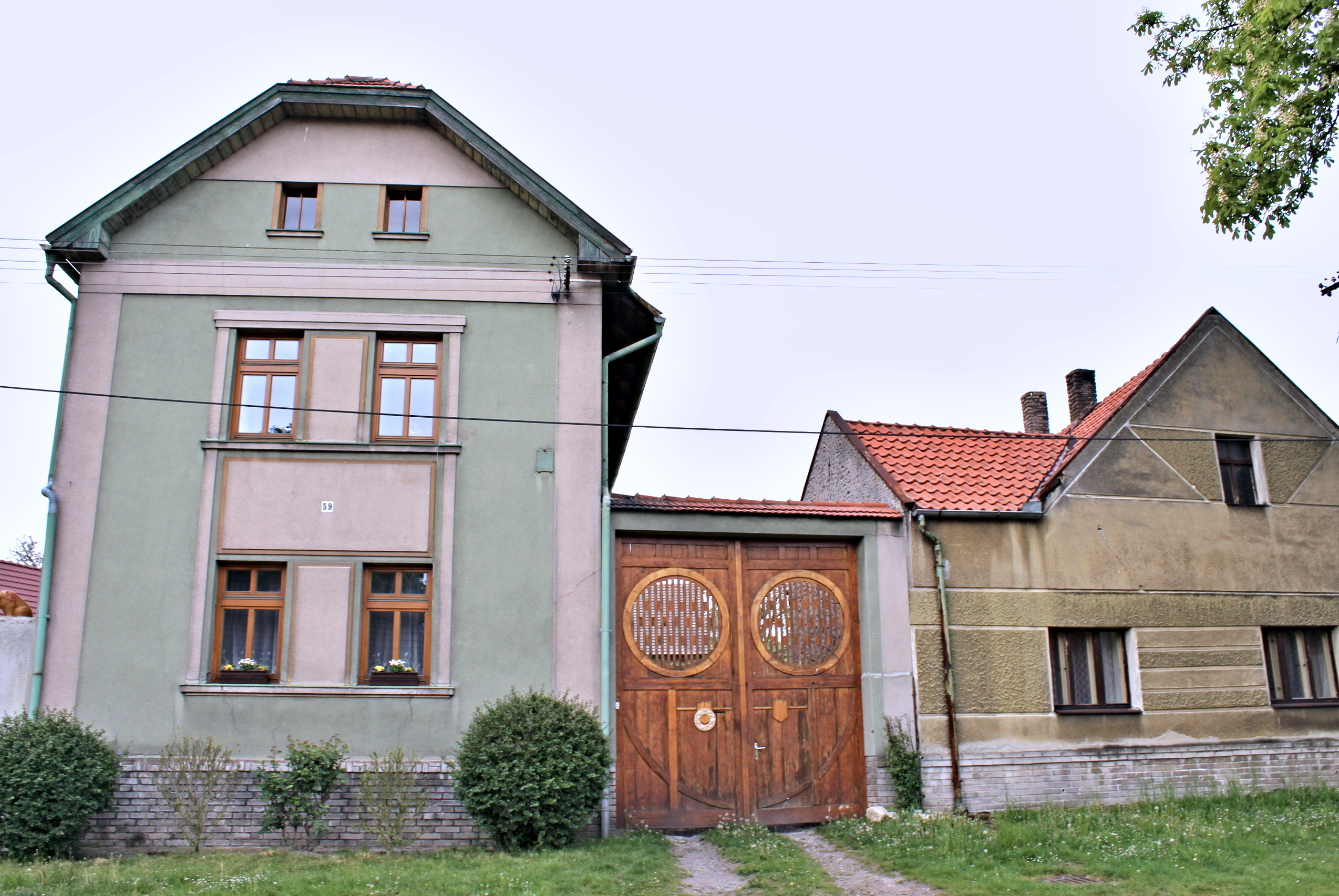
Huis in Třtice